# Afbreekteken
Het afbreekteken of afbreekstreepje is een leesteken dat de vorm heeft van een liggend streepje (-).
Het wordt gebruikt aan het eind van een regel, om aan te geven dat daar een woord is afgebroken. Woorden worden afgebroken aan het einde van een lettergreep.
Mijn vader handelde in postzegels, in ieder ge-
val dat dachten mijn moeder en ik.

## Typografie
Typografisch wordt het afbreekteken weergegeven door het kleinste streepje dat een zetter tot zijn beschikking heeft: de divisie. Het afbreekteken ziet er daarmee net zo uit als een koppelteken of een weglatingsstreepje.

## Unicode
In Unicode zijn er voor een expliciet afbreekteken U+002D hyphen-minus en U+2010 hyphen. Om een mogelijk afbreekpunt aan te geven is er U+00AD soft hyphen, ook discretionary hyphen genoemd.